# Peña Roja
Peña Roja es un yacimiento arqueológico excavado desde 1989, que se encuentra en el curso medio del río Caquetá, a algo más de 40 km aguas abajo de Araracuara (Colombia),  sobre una terraza aluvial no inundable, en la margen izquierda del río Caquetá, a aproximadamente 10 metros sobre el nivel del río.

## Poblamiento del sitio
En excavaciones arqueológicas realizadas entre los años 2012 y 2013, los investigadores encontraron que allí vivieron comunidades humanas hace más de 10.000 años. Estos pobladores, además de ser nómadas, desconocieron la elaboración de la cerámica, pero ya habían iniciado la domesticación de especies vegetales como lo evidencian los restos macro y microbotánicos (semillas, fitolitos y almidones fósiles). Esas comunidades recolectoras, seleccionaron y comenzaron a manipular rizomas y tubérculos, que fueron fundamentales en la dieta.
La alta presencia de restos botánicos indica que estos grupos enfatizaron mucho en el mundo vegetal, especialmente en las palmas. Estos pobladores consumían frutales silvestres y raíces. La agricultura resultó de un largo proceso de manipulación de las plantas. La presencia de morteros y machacadores sugiere la utilización de diferentes clases de frutos, destacándose las palmeras, que se encuentran representadas en el registro arqueológico por semillas carbonizadas y fitolitos. También se rescató una colección de azadas con un desgaste característico de su uso en actividades de excavación, probablemente para la explotación de rizomas comestibles.
Las investigaciones demuestran que algunas comunidades colonizaron muy temprano este ecosistema. Grupos de cazadores-recolectores pescadores establecieron reiteradamente sus campamentos allí durante 1.700 años, entre el 10.100 y el 8.000 antes de nuestra era. Se encontraron diversos artefactos de piedra, generalmente elaborados con cuarzo o  chert. Los primeros habitantes aprovecharon el territorio privilegiando el consumo de determinadas plantas, como las palmas Attalea maripa y Oenocarpus bataua, propiciando así su multiplicación local y el desarrollo de una vegetación dererminada. Poseían algunas plantas cultivadas. Están presentes en el sitio muy tempranamente rastros de Calathea allouia domesticada.
Desde hace 8 mil años hay evidencias de especímenes de Cucurbita y Lagenaria siceraria, especies de plantas domesticadas antes en áreas menos húmedas y que fueron desde entonces introducidas en la región. También hay evidencia de domesticación de árboles del género Brosimum.
El sitio fue continuamente reocupado, por su atractivo después de las primeras ocupaciones, por la acumulación de plantas seleccionadas por los pobladores, especialmente las palmas. Se han encontrado rastros de cultivos de maíz y yuca, asociados con las palmas, datados hacia el año 2750 a. C. Se hallaron evidencias de grupos agricultores asociados a Terras Pretas, quienes vivieron en esta zona entre el año 50 y el 1.565 d. C.
Desde el siglo XVIII el sitio fue habitado los carijonas y andoques, pero y actualmente vive allí un grupo nonuya, que huyendo de la esclavitud durante la fiebre del caucho.
La selva amazónica hace más de 11 mil años un espacio vacío de presencia humana ("virgen"), sino que fue ocupada desde muchos siglos atrás, y ha existido un manejo muy complejo sobre ella. Por otra parte ha quedado claro que la categoría de agricultor no es opuesta a la de cazador-recolector, y que la agricultura itinerante nació en un complejo proceso de domesticación de las plantas realizado por los cazadores-recolectores, en el caso de Peña Roja, probablemente también pescadores.